# 中國跳棋
中國跳棋（英語：Chinese checkers），经常被简称为跳棋，在粤语中也称波子棋，是一種可以有二至六人同時進行的棋盘游戏 （但考量到對稱和平衡性，可能較不適合五個人），棋盤為六角星，棋子分為六種顏色，每位玩家擁有一種顏色的棋子并摆满一個角，以最先将己方棋子全部移动至对角为优胜。

## 歷史

正方跳棋为中国跳棋的前身，图中所示为2人游戏时的摆法。

中國跳棋的前身是正方跳棋（Halma），是由美国人George Howard Monks于1883年到1884年发明的，也说法认为是1885年发明。这种跳棋可供2人或4人进行游戏，棋盘为正方形，共有256格，開始時棋子分佈在角落，以最快跳到對角為目標，規則和現在的中國跳棋相似。Halma原文為希臘文的 ἅλμα，為跳躍之意，遊戲的靈感则來自一個於1854年發明的英國遊戲Hoppity。
正方跳棋诞生后，很快又出现了使用六角星形棋盘的变种，在1892就由德国著名的游戏公司Ravensburger取得专利，被命名为Sternhalma，意为星形跳棋，也就是后来所称的中国跳棋。与正方跳棋相比，游戏的变化和所需的技巧更加复杂。这个游戏在20世纪初期逐渐在各国开始流行，其较早的英文名为Hop Ching Checker Game，但随后被改为Chinese Checkers，但事实上和中国没有关系，只是为了从营销角度上增加神秘感。中国跳棋的称法来自英语，而在粤语中称作波子棋，因为弹珠也被广泛用作棋子，弹珠在粤语中的说法即为波子。
日本、韓國有種稱為鑽石跳棋的中國跳棋變體，棋子有王兵之分。

## 游戏规则

### 游戏玩法

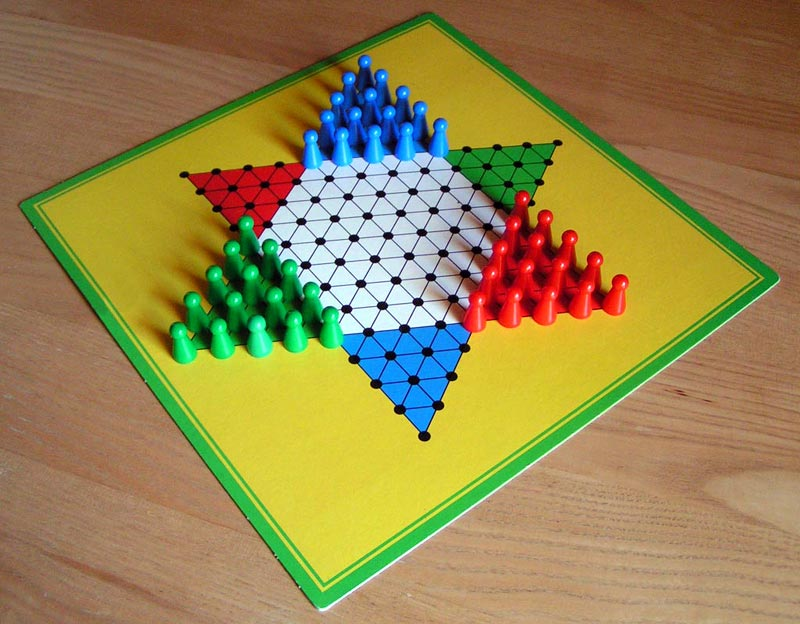
三人游戏时，开局每个人的棋子各自间隔一个角，目的地为留空。

图中给出了2种走棋的方式。其中蓝色棋子的路线为平移；红色棋子的路线为跳跃，只要合乎跳跃的条件，此跳跃允许连续进行，即整条黑色路线可在一个行棋回合内一次完成。

中国跳棋的棋盘有6个角，最多可供6人进行游戏，每个人把各自同颜色的棋子摆满一个角，按照规则轮流走棋，以最早全部抵达并摆满对角为优胜。若是2人或4人对局，那么将棋子放在相对的角上；3人对局则将棋子互相间隔一个角摆放以平均分布；6人对局为将所有角摆满。因为平衡性要求，不宜进行5人游戏。
每方棋子有10枚或者15枚，都可以摆成等边三角形。2人或3人进行游戏，玩家可自行选择使用10或15枚，区别主要在于策略难度不同和游戏时间长短。4人或6人进行游戏，应当使用10枚棋子，否则棋盘中央会因为过分拥挤而使得棋子难以移动，棋盘设计时也已经杜绝了超过3人时的15子摆法，因为无法都摆出完整的15子三角形。在网络游戏中，多使用10枚棋子。

### 行棋规则
每个人在自己的回合内，可以按照规则移动一枚棋子，中国跳棋中不存在“吃子”，棋子只能落在未被占据的位置。棋子的走法有平移和跳跃共2种，因为需要将己方的棋子全部移动至对角，棋子的行进速度成了决定胜负的关键，一般以能前进距离多的走法为优。相邻两点的距离称为一格，从游戏开始，一方全部棋子前进的总格数越多，则场面越是优势。
平移是基本的走法，一个棋子可以向周围相邻的6个位置中的一个进行移动，称为一次平移。平移的前进步数固定为一格，因此效率也是最低。

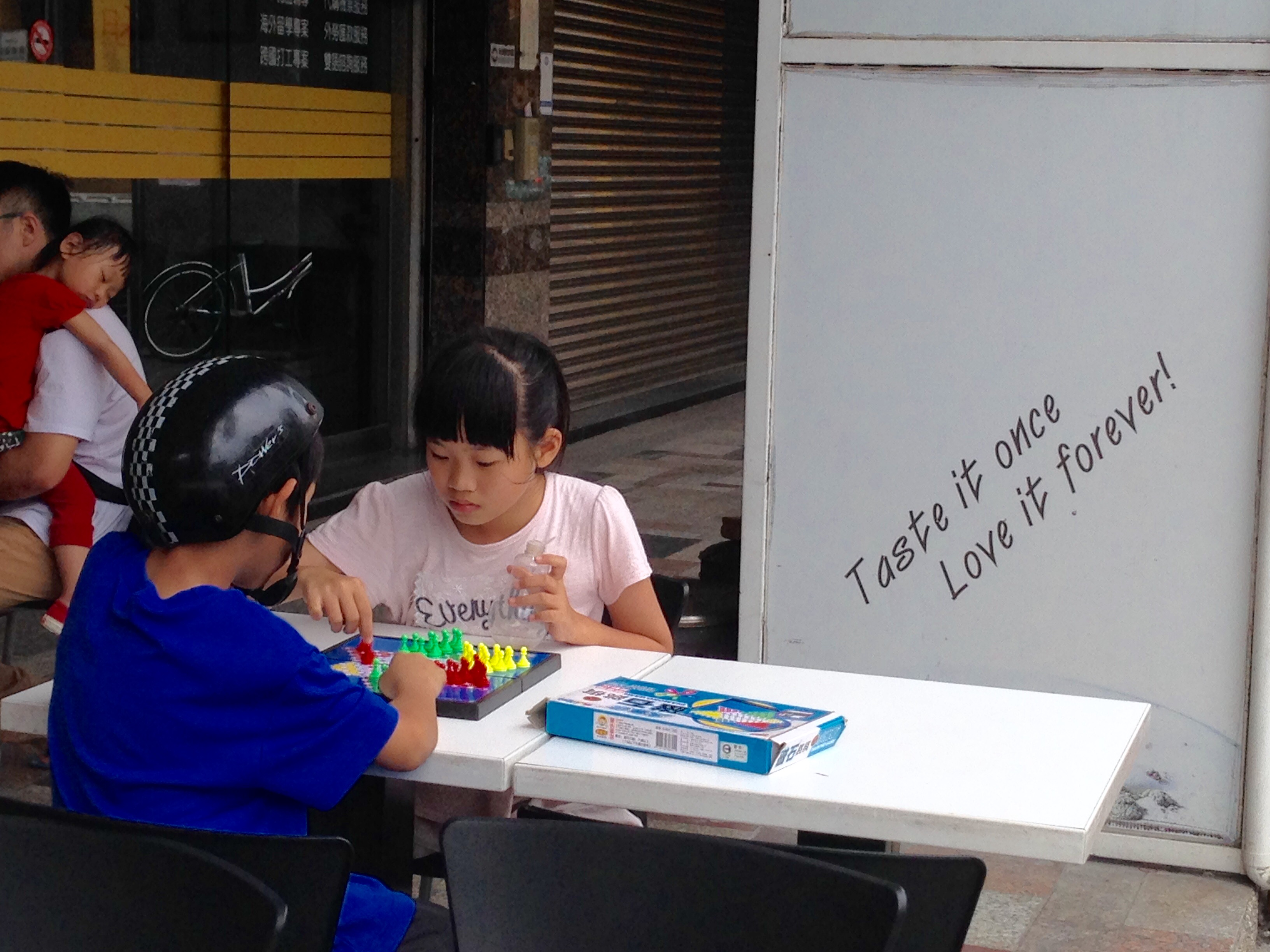
兩位臺灣孩童在玩中國跳棋。

跳跃是主要的走法，指的是一个棋子可以跳过另一枚棋子，如此每次走棋至少会行走2格。自己棋子A的同一直线的连线上有另一枚棋子B（B不限屬於哪一方），那么A能以B为中心，通过镜像方式达到直线的另一边，但前提是A的行进路线中没有B以外的棋子阻挡。这样A跳过B后，和B的距离保持不变，称为一次跳跃。但有些跳棋中的跳跃規則為一子規則，一个棋子只能跳过鄰近的棋子，到鄰近棋子後方的空位。
如果A和B相邻，那么A跳跃一次就是前进了2格，如果A和B中间空一格，那么A跳跃一次就是前进了4格，以此类推。在自己走棋的那一个回合，如果跳跃了一次后，此棋子又可进行另一次跳跃，那么跳躍可以連續進行，不用等到下一回合，直至跳無可跳為止，或者玩家也可選其中任意一處停下。

### 行棋范例

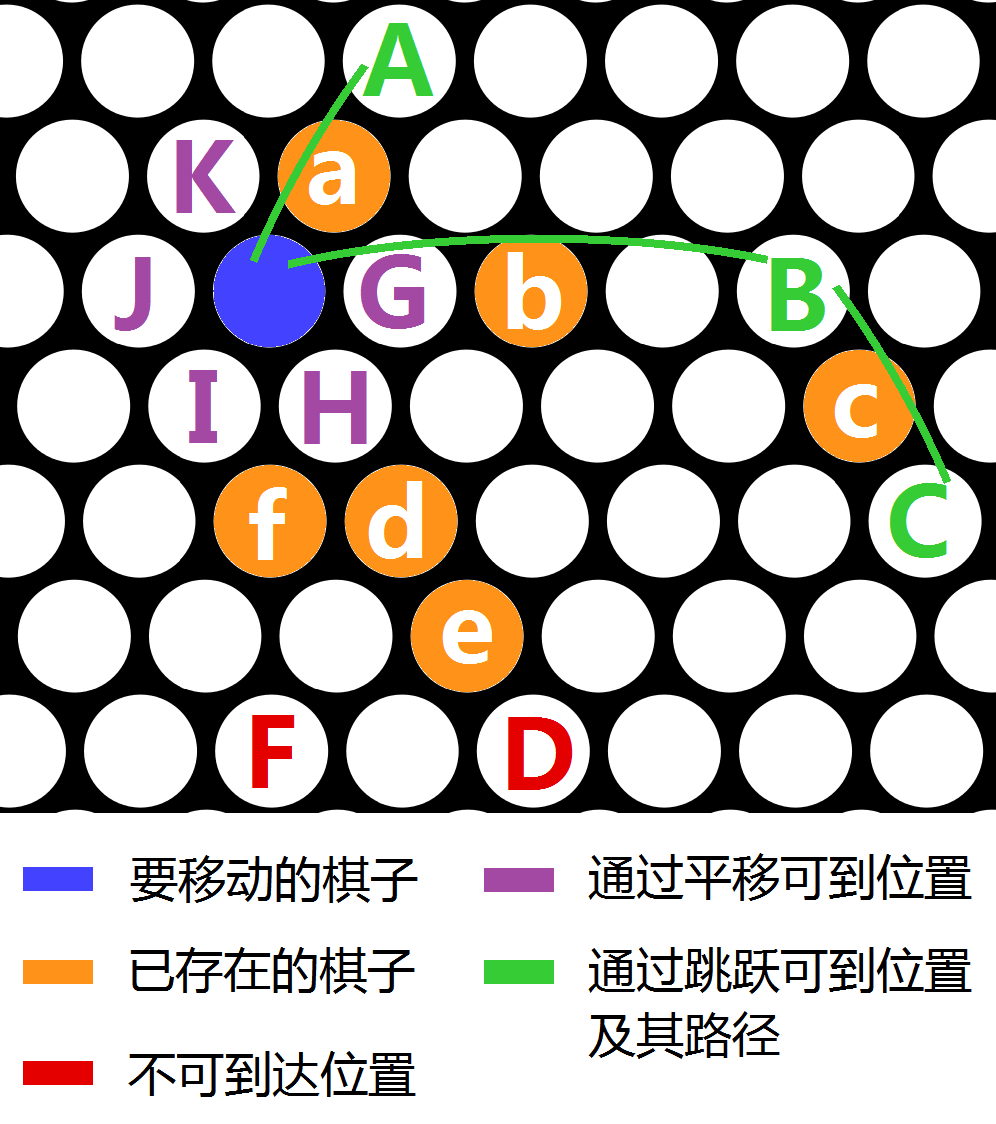
这是一个走棋的范例（蓝色棋子），列出了所有可行路线以及常见的错误路线。其中小写字母表示的是有棋子的位置。

如图所示，现在希望移动蓝色棋子，而橙色为已经存在的棋子（属于哪一方则不用考虑），其余位置都为空。
下面给出了在一次走棋中，全部可能的走法：
- 一次跳跃：跳过a到达A；或者跳过b达到B。
- 连续跳跃：跳过b达到B，再跳过c到达C。凡是符合跳跃的条件，那么跳跃就可以连续，次数不限。
- 平移：可平移至G、H、I、J、K中的任何一个位置。

注意以下的走法不能实现：
- 无法跳过d到达D，因为到D的路线中有e阻挡（不论e是哪一方的棋子）。
- 无法跳过f到达F，因为棋子f与所要移动的蓝色棋子并非在一条直线上。所谓一条直线仅指周围相邻6个位置的方向，即往a、G、H、I、J、K的方向。

### 基本策略

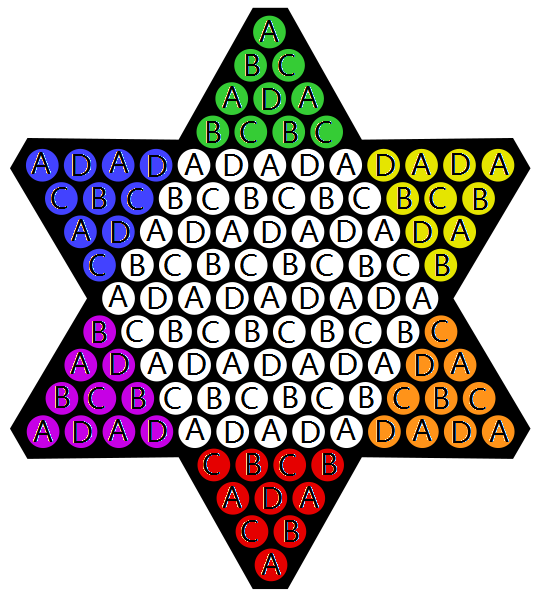
在分析走棋策略时，可以将棋盘上的点分成4种。

由于平移的效率较低，因此需要将每个棋子的位置进行周密考虑，使得能以跳跃的方式行进。为跳跃做的铺垫称为搭桥，而将对方的跳跃路线进行破坏则称为拆桥。又因为跳跃必须依靠其他棋子进行，如果游戏初期将己方的某个棋子孤立地停留在后方，很可能导致这枚棋子之后一直无法跳跃，只能采取缓慢的平移方式行进。
为了详细分析走棋策略，一般将棋盘上的所有点分为4种，以字母或数字来标示。例如处在编号为A的位置的棋子，如果只以跳跃的方式前进，则永远会停留在编号为A的位置上。对于10枚棋子的初始摆法来说，以图中的红色棋子为例，最初A、B、C位置各有3枚棋子，D位置有1枚。而将棋子全走到对角以获得游戏胜利时，各号码位置的棋子数相同。因此一般来说，如果将一枚棋子进行平移，例如位置C的棋子移动成为位置D的棋子，那么位置D的棋子就多了一枚，在游戏里最终要再次平移以回到位置C，因此平移会严重减缓走棋效率。

### 規則變化
在网络游戏中和比赛中经常出现一些各自的规则，玩家在娱乐时也可以自行订立规则。比如跳跃在传统规则下可以长距离进行，但玩家可以限定于兩隻棋子必須相鄰才可跳跃，即每次跳跃只能行进2格，同时也可以对是否可以连续跳跃作出规定。另外，对于棋子是否可以进入旁边的角内，即相邻玩家的大本营内，也可以作出具体要求。

## 其他玩法
除了遵循传统规则的玩法外，还衍生出了其他玩法，例如其中一种被称作“食棋”，实际上就是应用了孔明棋的规则。把本應放在一角的所有棋子由中央開始放滿棋盤，正中央的一格要空出，形成正六边形。可多位玩家参与，玩家每次可選任何一枚棋子移動，當一枚棋子跨過另一枚棋子的時候，被跨過的棋子就為被吃掉。每次的移動一定要吃到棋子，到最後无法通过移动来吃到其他棋子時，就仿照跳棋中的平移走法，棋子可以移動到相鄰六格其中一格，直到有棋可吃為止，最终目标是使棋盘中的棋子仅剩一枚。